# Норт-Ки-Ларго (Флорида)
Норт-Ки-Ларго (англ. North Key Largo) — статистически обособленная местность, расположенная в округе Монро (штат Флорида, США) с населением в 1049 человек по статистическим данным переписи 2000 года.

## География
Норт-Ки-Ларго представляет собой остров, самый северный в архипелаге Флорида-Кис. По данным Бюро переписи населения США статистически обособленная местность Норт-Ки-Ларго имеет общую площадь в 51,02 квадратных километров, из которых 48,69 кв. километров занимает земля и 2,33 кв. километров — вода. Площадь водных ресурсов округа составляет 4,57 % от всей его площади.
Статистически обособленная местность Норт-Ки-Ларго расположена на высоте уровня моря.

## Демография
По данным переписи населения 2000 года в Норт-Ки-Ларго проживало 1049 человек, 376 семей, насчитывалось 565 домашних хозяйств и 1620 жилых домов. Средняя плотность населения составляла около 20,56 человек на один квадратный километр. Расовый состав населённого пункта распределился следующим образом: 98,47 % белых, 0,76 % — чёрных или афроамериканцев, 0,19 % — азиатов, 0,48 % — представителей смешанных рас, 0,10 % — других народностей. Испаноговорящие составили 2,67 % от всех жителей статистически обособленной местности.
Из 565 домашних хозяйств в 7,8 % воспитывали детей в возрасте до 18 лет, 63,7 % представляли собой совместно проживающие супружеские пары, в 2,5 % семей женщины проживали без мужей, 33,3 % не имели семей. 29,7 % от общего числа семей на момент переписи жили самостоятельно, при этом 15,9 % составили одинокие пожилые люди в возрасте 65 лет и старше. Средний размер домашнего хозяйства составил 1,86 человек, а средний размер семьи — 2,22 человек.
Население статистически обособленной местности по возрастному диапазону по данным переписи 2000 года распределилось следующим образом: 6,7 % — жители младше 18 лет, 2,0 % — между 18 и 24 годами, 12,0 % — от 25 до 44 лет, 32,1 % — от 45 до 64 лет и 47,2 % — в возрасте 65 лет и старше. Средний возраст жителей составил 64 года. На каждые 100 женщин в Норт-Ки-Ларго приходилось 91,8 мужчин, при этом на каждые сто женщин 18 лет и старше приходилось 92,7 мужчин также старше 18 лет.
Средний доход на одно домашнее хозяйство статистически обособленной местности составил 88 709 долларов США, а средний доход на одну семью — 125 000 долларов. При этом мужчины имели средний доход в 49 861 доллар США в год против 50 833 доллара среднегодового дохода у женщин. Доход на душу населения статистически обособленной местности составил 88 709 долларов в год. Все семьи имели доход, превышающий уровень бедности, 0,5 % от всей численности населения находилось на момент переписи населения за чертой бедности, при том все жители младше 18 и старше 65 лет имели совокупный доход, превышающий прожиточный минимум.